# رافاييل أوتيرو
رافاييل أوتيرو (بالإسبانية: Rafael Otero)‏ هو لاعب كرة قدم كولومبي، ولد في 14 ديسمبر 1954. شارك مع منتخب كولومبيا لكرة القدم. أما مع النوادي، فقد لعب مع ديبورتيفو كالي.

## وصلات خارجية
- رافاييل أوتيرو على موقع قاعدة بيانات كرة القدم.إي يو (الإنجليزية)
- رافاييل أوتيرو على موقع ناشيونال فوتبول تيمز (الإنجليزية)